# 村角泰
村角 泰（むらずみ やすし、1929年12月2日 - ）は、日本の外交官。外務省儀典長、駐スウェーデン特命全権大使、駐ブラジル特命全権大使などを務めた。

## 人物・経歴
関東州大連市出身。郷里和歌山県で中学校教諭を務めたのち、1953年一橋大学を卒業して外務省入省。同期入省には栗山尚一、平岡千之、三宅和助などがいる。
外務省海外広報課長、外務大臣官房文書課長を経て、外務省情報文化局参事官として、広報を担当。東京サミットでは、国内外のジャーナリストの対応を行った。1979年に設置された内閣官房インドシナ難民対策連絡調整会議事務局の初代事務局長に就任し、難民定住者受け入れのための法人作りなどにあたった。
経済協力開発機構日本政府代表部特命全権公使を経て、1983年7月から在アメリカ合衆国日本国大使館特命全権公使、1985年8月からイラク駐箚特命全権大使を務めたのち、1987年10月に外務省儀典長に就任。1989年の昭和天皇崩御の際には、各国の在外公館長らに対し説明を行った。
1989年9月からスウェーデン駐箚特命全権大使、1991年8月からブラジル駐箚特命全権大使、1993年辞職。勲二等旭日重光章受章。